# Żmijogłowce
Żmijogłowce (Channoidei) – podrząd ryb okoniokształtnych obejmujący jedną rodzinę:
- żmijogłowowate (Channidae).